# Linnerweerd
De Linnerweerd is een uiterwaardengebied ten westen van Linne, gelegen op het laagterras van de Maas.
Het gebied ligt ongeveer 21 meter boven de zeespiegel en omvat de buurtschap Weerd, waaronder twee landhuizen, te weten Kasteel Heysterum en Kasteel Ravensberg en de verdwenen Villa Bethula.
Het gebied wordt in het westen begrensd door de Clauscentrale en de havens daarvan. In het noorden ligt de buurtschap Osen, een groot deel werd in de 20ste eeuw vergraven tot het sluizencomplex met Sluis Linne en Sluis Heel. In het noorden ligt de Lus van Linne, een deels vergraven Maasmeander. Een fietsbrug leidt over de stuw, waarlangs men via de sluizen de plaats Heel kan bereiken.
Aan de zuidrand van de Linnerweerd loopt de Vlootbeek, die hier uitmondt in de Maas.
In 2011 had Het Limburgs Landschap hier 14 ha in bezit.